# Na kutinách
Na kutinách je přírodní památka poblíž obce Lubné v okrese Brno-venkov. Vyhlášena byla 31. prosince 2013. Lokalita se nachází v hlubokém žlebu Lubenského potoka, které teče z obce Lubné a nedaleko pod chráněným územím se vlévá do říčky Libochovky. Ve svahu nad potokem se nachází ochranné pásmo přírodní památky. Předmětem ochrany je zbytek strukturovaného lesního porostu, jenž disponuje druhovou skladbou blízkou přírodě a větším množstvím odumřelé dřevní hmoty. Roste zde jedle bělokorá (Abies alba).